# Liste der größten Unternehmen in Portugal
Die Liste der größten Unternehmen in Portugal enthält die größten börsennotierten Unternehmen in Portugal. Die Rangfolge richtet sich nach dem Umsatz. Die Zahlen sind in Millionen Euro angegeben und beziehen sich auf das Geschäftsjahr 2019.
| Rang | Name                                             | Hauptsitz            | Umsatz (Mio. €) | Mitarbeiter | Branche               |
| ---- | ------------------------------------------------ | -------------------- | --------------- | ----------- | --------------------- |
| 1.   | Jerónimo Martins                                 | Lissabon             | 18.638          | 115.428     | Konsumgüter           |
| 2.   | Galp Energia                                     | Lissabon             | 16.559          | 6386        | Öl & Gas              |
| 3.   | Energias de Portugal                             | Lissabon             | 16.245          | 11660       | Energieversorgung     |
| 4.   | Sonae                                            | Maia                 | 6.435           | 44.629      | Mischkonzern          |
| 5.   | Banco Comercial Português                        | Oeiras               | 3.451           | 18.585      | Banken                |
| 6.   | Caixa Geral de Depósitos                         | Lissabon             | 1.092           | 12.372      | Banken                |
| 7.   | Banco BPI                                        | Lissabon             | 743             |             | Banken                |
| 8.   | CTT Correios de Portugal                         | Lissabon             | 728             | 12.355      | Logistik              |
| 9.   | Martifer Group                                   | Lissabon             | 236             |             | Metallbau             |
| 10.  | Cimpor                                           | Lissabon             |                 |             | Zement                |
| 11.  | Brisa                                            | São Domingos de Rana |                 |             | Straßenbau            |
| 12.  | Comboios de Portugal                             | Lissabon             |                 |             | Eisenbahngesellschaft |
| 13.  | TAP Portugal                                     | Lissabon             |                 |             | Fluggesellschaft      |
| 14.  | EuroAtlantic Airways                             | Lissabon             |                 |             | Fluggesellschaft      |
| 15.  | NetJets Europe                                   | Paço de Arcos        |                 |             | Fluggesellschaft      |
| 16.  | Portugália Airlines                              | Lissabon             |                 |             | Fluggesellschaft      |
| 17.  | SATA Air Açores                                  | Ponta Delgada        |                 |             | Fluggesellschaft      |
| 18.  | Azores Airlines                                  | Ponta Delgada        |                 |             | Fluggesellschaft      |
| 19.  | White Airways                                    | Lissabon             |                 |             | Fluggesellschaft      |
| 20.  | Rádio e Televisão de Portugal                    | Lissabon             |                 |             | Fernsehen             |
| 21.  | Sociedade Independente de Comunicação            | Lissabon             |                 |             | Fernsehen             |
| 22.  | Televisão Independente                           | Lissabon             |                 |             | Fernsehen             |
| 23.  | Carris                                           | Lissabon             |                 |             | Busunternehmen        |
| 24.  | Rede Expressos                                   | Lissabon             |                 |             | Busunternehmen        |
| 25.  | Rodoviária de Lisboa                             | Lissabon             |                 |             | Busunternehmen        |
| 26.  | Sociedade de Transportes Colectivos do Porto     | Lissabon             |                 |             | Busunternehmen        |
| 27.  | Transportes Sul do Tejo                          | Lissabon             |                 |             | Busunternehmen        |
| 28.  | Vimeca                                           | Lissabon             |                 |             | Busunternehmen        |
| 29.  | Burger Ranch                                     | Lissabon             |                 |             | Gastronomie           |
| 30.  | CP Urbanos de Lisboa                             | Lissabon             |                 |             | Eisenbahngesellschaft |
| 31.  | CP Urbanos do Porto                              | Lissabon             |                 |             | Eisenbahngesellschaft |
| 32.  | Empresa de Manutenção de Equipamento Ferroviário | Lissabon             |                 |             | Verkehrstechnik       |
| 33.  | Rede Ferroviária Nacional                        | Lissabon             |                 |             | Schieneninfrastruktur |
| 34.  | REN Group                                        | Lissabon             |                 |             | Energie               |
| 35.  | Sandeman                                         | Lissabon             |                 |             | Wein & Spirituosen    |
| 36.  | Sogrape                                          | Lissabon             |                 |             | Wein & Spirituosen    |
| 37.  | Symington Family Estates                         | Lissabon             |                 |             | Wein & Spirituosen    |
| 38.  | Telecomunicações Móveis Nacionais                | Lissabon             |                 |             | Telekommunikation     |
| 39.  | Visabeira                                        | Viseu                |                 |             | Beteiligungen         |